# Uzovnica
Uzovnica (cyr. Узовница) – wieś w Serbii, w okręgu maczwańskim, w gminie Ljubovija. W 2011 roku liczyła 797 mieszkańców.